# Joyn

Logo de Joyn.

Joyn est le nom commercial d'un service exploitant la norme de téléphonie mobile Rich Communication Services (RCS).
Joyn est une initiative des principaux opérateurs de téléphonie européens (Orange, Vodafone, Telefónica, Deutsche Telekom et Telecom Italia) pour proposer une normalisation de nouveaux services de communications interopérables.

## Caractéristiques et fonctionnalités
Les fonctionnalités prises en compte dans la norme sont réparties en deux familles,,:

Le rich messaging qui comprend :
- le chat entre utilisateurs ;
- l'envoi de fichiers entre utilisateurs ;
- les discussions de groupe instantanées.

Le rich call qui comprend :
- le partage de vidéo en cours d'appel ;
- le partage de fichiers pendant un appel.

Un fil de discussion Joyn entre deux personnes se présente de manière assez similaire à celui proposé pour les messages SMS, avec cependant les améliorations ci-contre :
- Joyn permet de connaître l'état de réception du message par le destinataire : Envoyé/reçu/lu ou en échec ;
- Joyn permet d'envoyer/recevoir des fichiers de tailles plus importantes que le MMS (pas de limite théorique dans la norme, en revanche chaque opérateur pourra définir la taille maximale des messages qu'il autorisera sur son réseau) et de différentes natures : Images, vidéos, musiques, fiche contact, localisation, fichiers... ;
- Joyn permet l'envoi et la réception d'une liste d'Émoticônes normalisées par la GSMA.

Joyn permet ainsi grâce à ses fonctionnalités avancées d'enrichir les communications écrites entre les utilisateurs.
Joyn est une évolution basée sur le protocole IP des services circuits des opérateurs comme le SMS, le MMS ou la visiophonie. Ces services très intégrés au monde mobile sont peu adaptés aux réseaux de 4e génération : LTE et 4G. Joyn s'inscrit dans la philosophie du « tout IP » à l'échelle des services de communications.

## Objectifs de Joyn
L'arrivée des smartphones et le développement des applications mobiles et de services par contournement (Over The Top ou OTT), indépendants des opérateurs, comme Viber, Whatsapp, Telegram ou Skype, a obligé les opérateurs à réagir en proposant de nouveaux services de communication mieux adaptés aux besoins de leurs clients.
L'un des enjeux de Joyn est de concurrencer ces nouveaux entrants en proposant des outils de communication aussi performants et parfaitement intégrés à l'écosystème des télécommunications,.

## Évolutions de Joyn
Le standard Joyn a pour vocation de s'ouvrir aux développeurs grâce à la mise en place d'API ouvertes. En France, le site de recrutement Viadeo propose par exemple d'intégrer Joyn pour faciliter la communication entre les recruteurs et leurs candidats.
L'arrivée progressive de la voix sur LTE (VoLTE) permettra à Joyn de tirer pleinement avantage des débits importants et de la faible latence des réseaux 4G. En effet, les appels réalisés en VoLTE permettent de profiter de connexions Internet 4G en cours d'appel et ainsi de bénéficier de partages de vidéo ou de sessions de visiophonies d'excellente qualité.

## Lancements à travers le monde
Joyn a déjà été lancé par plusieurs opérateurs à travers le monde :
- Afrique du Sud : Vodafone ;
- Albanie : Vodafone ;
- Argentine : Claro (entreprise) ;
- Brésil : Claro (entreprise) ;
- Colombie : Claro (entreprise) ;
- Corée : KT, LG et SK Telecom[10];
- Costa Rica : Claro (entreprise) ;
- République Dominicaine : Claro (entreprise) ;
- Équateur : Claro (entreprise) ;
- El Salvador : Claro (entreprise) ;
- Espagne[11]: Movistar, Orange, Vodafone ;
- France : SFR [12] et anciennement Orange[13] (arrêt définitif du service depuis le 14 novembre 2017) ;
- Allemagne : T-Mobile & Vodafone ;
- Guatemala : Claro (entreprise) ;
- Honduras : Claro (entreprise) ;
- Irlande : Vodafone ;
- Italie : Vodafone ;
- Mexique : Telcel ;
- Pays-Bas : Vodafone ;
- Nicaragua : Claro (entreprise) ;
- Pérou : Claro (entreprise) ;
- Portugal : Vodafone ;
- Roumanie : Vodafone ;
- Turquie : Vodafone ;
- Royaume-Uni : Vodafone ;
- États-Unis : Sprint, T-Mobile, AT&T prochainement[14].

De prochains lancements sont annoncés en Belgique, Chine, Pologne, Roumanie et Slovaquie.
Google a annoncé fin septembre 2015 qu'il intégrerait RCS à Android.

## Constructeurs de terminaux compatibles Joyn
Les fabricants de mobiles suivants ont reçu l'accréditation Joyn :
- Sony ;
- Samsung ;
- HTC ;
- Huawei ;
- Nokia ;
- LG.

À venir :
- BlackBerry
- ZTE.

Joyn est aussi disponible sous la forme d'une application pour les téléphones non compatibles comme l'iPhone.